# Давеј Чејс
Давеј Елизабет Чејс (енгл. Daveigh Elizabeth Chase) је америчка глумица и певачица. Најпознатија је по улози Лило у анимираном филму Лило и Стич, такође је давала глас Чихиро у филму Зачарани град. Имала је улогу Самаре Морган у психолошком хорор филму Круг из 2002. Глумила је Ронду Волмер у HBO серији Велика љубав.

## Рани живот
Давеј је рођенa 24. јула 1990. године у Лас Вегасу, Невада. Њено име је промењено у Давеј Елизабет Чејс након што су се њени родитељи, Кети Чејс и Џон Швалијер, развели.  Одрастала је у Олбанију, у Орегону . 

## Каријера
Чејсин велики пробој дошао је 1998. године када је добила главну улогу као глас хавајске девојчице, Лило Пелекаи, у Дизнијевом анимираном филму Лило и Стич (2002). Филм говори о томе како се Лило спријатељује са чудним и деструктивним плавим ванземаљцем, танко прерушеним у пса, кога зове „ Стич “, и како покушава да га научи како да се понаша користећи музику Елвиса Преслија као пример. За своју изведбу, Чејсова је освојила награду Ени 2003. године и глумила у накнадној ТВ серији, Лило и Стич: Серија . Чејс је такође позајмила глас главном лику, Чихиро Огино, десетогодишњој јапанској девојчици, у америчкој синхронизацији аниме јапанског филма Зачарани град. 
Године 2002, Чејс је глумила Самару Морган у филму Круг.  Чејс је за своју глуму освојила награду за најбољег негативца на додели МТВ филмских награда 2003. године, победивши Мајка Мајерса, Колина Фарела, Вилема Дефоа и Данијела Деј-Луиса . У наставку филма Круг, Круг 2 (2005), Чејс је приписана за улогу Самаре Морган због коришћења архивских снимака из првог филма „Круг, али је Кели Стејблс извела све нове архивске снимке. 